# Odznaka Honorowa „Za zasługi w zapewnianiu bezpieczeństwa państwa poza granicami Rzeczypospolitej Polskiej”
Odznaka Honorowa „Za zasługi w zapewnianiu bezpieczeństwa państwa poza granicami Rzeczypospolitej Polskiej” – polskie odznaczenie resortowe, ustanowione w 2011 na mocy Ustawy o weteranach działań poza granicami państwa.
Szczegóły wzoru, trybu przyznawania, wręczania i noszenia odznaki określa rozporządzenie Prezesa Rady Ministrów z dnia 19 marca 2013, które weszło w życie 4 kwietnia 2013.

## Zasady nadawania
Odznaka jest wyróżnieniem nadawanym weteranowi-funkcjonariuszowi Agencji Bezpieczeństwa Wewnętrznego albo weteranowi poszkodowanemu-funkcjonariuszowi ABW w uznaniu jego zasług wykazanych podczas zapewniania bezpieczeństwa państwa poza granicami RP.
Odznakę nadaje Prezes Rady Ministrów:
- weteranowi-funkcjonariuszowi ABW lub weteranowi poszkodowanemu-funkcjonariuszowi ABW – na wniosek kierownika jednostki organizacyjnej odpowiednio ABW albo Agencji Wywiadu, w której funkcjonariusz ten pełni służbę;
- weteranowi-funkcjonariuszowi ABW lub weteranowi poszkodowanemu-funkcjonariuszowi ABW zwolnionemu ze służby w ABW albo AW – na wniosek kierownika jednostki organizacyjnej odpowiednio ABW albo AW właściwej w sprawach osobowych.

Wnioski o nadanie odznaki wymagają pozytywnego zaopiniowania przez Szefa ABW albo Szefa AW.
Odznakę wręcza Prezes Rady Ministrów lub upoważniona przez niego osoba.
Odznakę wręcza się w Dniu Weterana Działań poza Granicami Państwa (29 maja).

## Insygnia
Odznaka o wymiarach 38 × 28 mm ma kształt stylizowanego ukoronowanego orła z rozpostartymi skrzydłami wychylonego zza trójkąta obróconego wierzchołkiem do dołu i jest wykonana z metalu srebrzonego i oksydowanego, z trójkątem podzielonym na dwa skośne pasy pokryte emalią białą i czerwoną. Na odwrocie wybijany jest kolejny numer odznaki.
Odznakę mocuje się do ubioru gwintowanym trzpieniem z nakrętką.
Na mundurze nosi się odznakę na środku lewej kieszeni kurtki. Na ubraniu cywilnym odznakę nosi się w butonierce lewej klapy ubioru lub na tej samej wysokości.